# Велоспорт на літніх Олімпійських іграх 2012 — командний спринт (жінки)
Змагання у командному спринті з велоспорту серед жінок на літніх Олімпійських іграх 2012 пройшли 2 серпня в Лондонському велопарку.
Золоту медаль виграла команда Німеччини, до складу якої входили
Крістіна Фоґель і Міріам Вельте. Китай виграв срібло, а Австралія - бронзу.

## Формат змагань
Змагання з командного спринту складалися з заїздів по два кола між двома командами з двох велогонщиці. Ці команди стартували на протилежних боках треку. Кожна з членкинь команди повинна була лідирувати по одному колу.
Спочатку відбувся кваліфікаційний раунд. Вісім найшвидших команд вийшли в перший раунд. В ньому команди змагалися одна проти одної таким чином: 1-ша проти 8-ї, 2-га проти 7-ї, 3-тя проти 6-ї, 4-та проти 5-ї. Переможниці цих заїздів потрапляли у медальні фінали: дві швидші команди розігрували золото, а дві повільніші - бронзу.

## Розклад змагань
Вказано Британський літній час
| Дата                 | Час   | Раунд                |
| -------------------- | ----- | -------------------- |
| Четвер 2 серпня 2012 | 16:00 | Кваліфікація і фінал |

## Результати

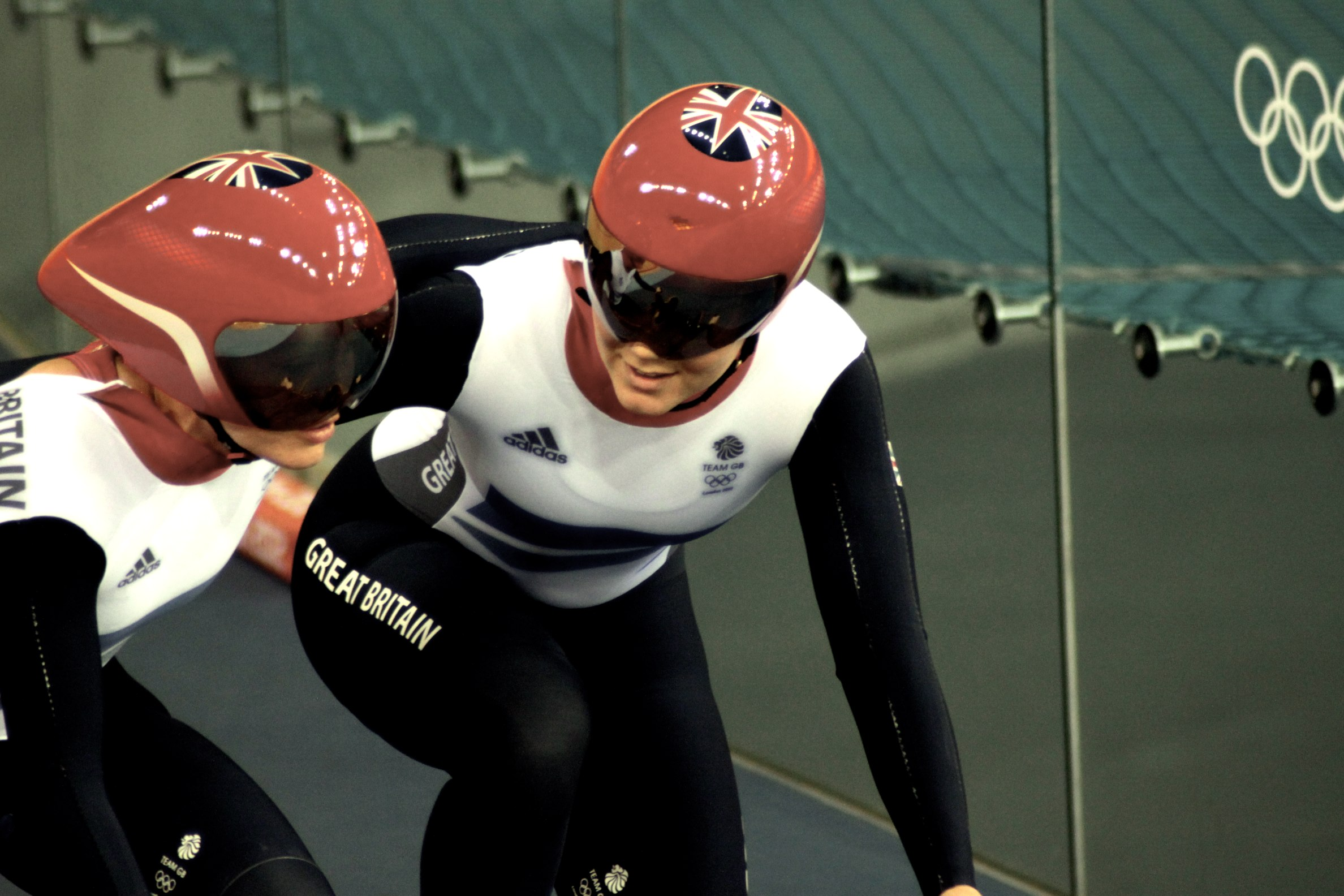
Британки Пендлтон і Варніш: були другими у кваліфікації, але їх зняли після першого раунду

### Кваліфікація
| Місце | Заїзд | Країна                | Спортсменки                         | Результат | Примітки  |
| ----- | ----- | --------------------- | ----------------------------------- | --------- | --------- |
| 1     | 5     | Китай (CHN)           | Гун Цзіньцзє Гуо Шуан               | 32.447    | Q, WR, OR |
| 2     | 4     | Велика Британія (GBR) | Вікторія Пендлтон Джессіка Варніш   | 32.526    | Q. ER     |
| 3     | 5     | Німеччина (GER)       | Крістіна Фоґель Міріам Вельте       | 32.630    | Q         |
| 4     | 4     | Австралія (AUS)       | Каарле Маккалох Анна Мірс           | 32.825    | Q         |
| 5     | 3     | Нідерланди (NED)      | Ейвон Гейгенар Віллі Каніс          | 33.253    | Q         |
| 6     | 3     | Франція (FRA)         | Сенді Клер Віржині Куефф            | 33.638    | Q         |
| 7     | 2     | Україна (UKR)         | Любов Шуліка Олена Цьось            | 33.708    | Q         |
| 8     | 1     | Венесуела (VEN)       | Даніела Ларреаль Маріяестела Вілера | 34.320    | Q         |
| 9     | 1     | Південна Корея (KOR)  | Лі Ин Джі Лі Хвейші                 | 34.636    |           |
| 10    | 2     | Колумбія (COL)        | Діана Гарсія Хуліана Гавірія        | 34.870    |           |

- У своєму заїзді Варніш і Пендлтон з Великої Британії встановили новий світовий рекорд, який у наступному заїзді побили китаянки.

### Перший раунд
| Місце | Заїзд | Країна                | Спортсменки                         | Результат | Примітки |
| ----- | ----- | --------------------- | ----------------------------------- | --------- | -------- |
| 1     | 4     | Китай (CHN)           | Гун Цзіньцзє Гуо Шуан               | 32.422    | WR, OR   |
| 2     | 2     | Німеччина (GER)       | Крістіна Фоґель Міріам Вельте       | 32.701    |          |
| 3     | 1     | Австралія (AUS)       | Каарле Маккалох Анна Мірс           | 32.806    |          |
| 4     | 3     | Україна (UKR)         | Любов Шуліка Олена Цьось            | 33.620    |          |
| 5     | 1     | Нідерланди (NED)      | Ейвон Гейгенар Віллі Каніс          | 33.090    |          |
| 6     | 2     | Франція (FRA)         | Сенді Клер Віржині Куефф            | 33.707    |          |
| 7     | 4     | Венесуела (VEN)       | Даніела Ларреаль Маріяестела Вілера | 34.415    |          |
| 8     | 3     | Велика Британія (GBR) | Вікторія Пендлтон Джессіка Варніш   | 32.567    | REL*     |

- Британки виграли свій заїзд з часом. який дав би їм можливість виступати у фіналі за золоті медалі, але їх зняли зі змагань за ранній обмін.

### Фінали

#### Фінал за бронзову медаль
| Місце | Країна          | Спортсменки               | Результат | Примітки |
| ----- | --------------- | ------------------------- | --------- | -------- |
| 3     | Австралія (AUS) | Каарле Маккалох Анна Мірс | 32.727    |          |
| 4     | Україна (UKR)   | Любов Шуліка Олена Цьось  | 33.491    |          |

#### Фінал за золоту медаль
| Місце | Країна          | Спортсменки                   | Результат | Примітки |
| ----- | --------------- | ----------------------------- | --------- | -------- |
| 1     | Німеччина (GER) | Крістіна Фоґель Міріам Вельте | 32.798    |          |
| 2     | Китай (CHN)     | Гун Цзіньцзє Гуо Шуан         | 32.619    | REL*     |

- Китаянки мали кращий час у фіналі, але їх зняли за ранній обмін.